# Stauning Alper
Die Stauning Alper (deutsch Stauningsalpen) sind ein grönländisches Hochgebirge im Nordost-Grönland-Nationalpark.

## Geografie
Die 500 km nördlich des Polarkreises gelegenen Stauning Alper erstrecken sich über 100 km in Nord-Süd-Richtung und nehmen eine Fläche von etwa 6000 km² ein. Sie werden im Norden durch den Kong Oscar Fjord und den Sekelsällskabet Fjord, im Westen durch den Alpefjord und den Borgbjerg Gletsjer und im Süden durch den Kangersik Kiatteq (Nordvestfjord) und die beiden Seen Kaporniagaqartit Kangittiit Imiat und Kaporniagaqartit Kittiit Imiat (beide zusammen auf Dänisch auch Holger Danskes Briller genannt) begrenzt. Im Osten stellen die Täler Skeldal und Schuchert Dal sowie der Schuchert Flod die natürliche Begrenzung dar. Das Gebirge erreicht in seinem höchsten Gipfel, dem Dansketinden, eine Höhe von 2842 Metern. Weitere bedeutende Berge sind Norsketinden (2797 m), Snetoppen (2763 m) und Korsspids (2751 m). Die Gebirgstäler werden von Gletschern ausgefüllt, die sich gemächlich nach Norden, Osten oder Süden schlängeln, nur nach Westen sind sie steil und besitzen gefährliche Eisbrüche.
Die Stauning Alper entstanden wie die meisten anderen ostgrönländischen Gebirge durch die Kaledonische Gebirgsbildung. Sie bestehen aus proterozoischen migmatitischen Gneisen und darin eingedrungenem kaledonischem Granit. Die Gesteine im nördlichen Teil sind härter als im südlichen, was dazu geführt hat, dass die Berge im Norden des Gebirges schroffer, im Süden dagegen stärker verwittert und abgerundet sind.

## Geschichte
Teile des Gebirges wurden schon früh von Entdeckern kartiert. Die Benennung zu Ehren des damaligen dänischen Staatsministers Thorvald Stauning geschah jedoch erst während der Dreijahresexpedition unter Lauge Koch von 1931 bis 1934.